# Ciałko dotykowe
Ciałko dotykowe, ciałko Meissnera (łac. corpusculum tactus, corpusculus Meissneri) – występujące u ssaków zakończenie czuciowe w brodawkach skórnych, otoczone torebką. 
Rozmieszczenie tych, jak i innych zakończeń czuciowych, jest różne w zależności od okolicy ciała. U człowieka występują głównie na palcach (głównie opuszki), rękach, stopach, ustach, języku, twarzy i narządach rozrodczych, chociaż znaleziono je także w głęboko położonej tkance łącznej włóknistej.
Działają jak mechanoreceptory, odpowiadają za bodźce dotykowe. Są receptorami szybko adaptującymi się. Skórne receptory czucia, w tym ciałka Meissnera, są pozbawione specyficznych cech fizjologicznych, jednak wykazują one cechy fizjologicznej specyficzności – każde zakończenie nerwowe sygnalizuje tylko jeden, określony rodzaj czucia skórnego.
Nazwa eponimiczna upamiętnia niemieckiego anatoma i fizjologa Georga Meissnera, który je opisał.